# Лайпген

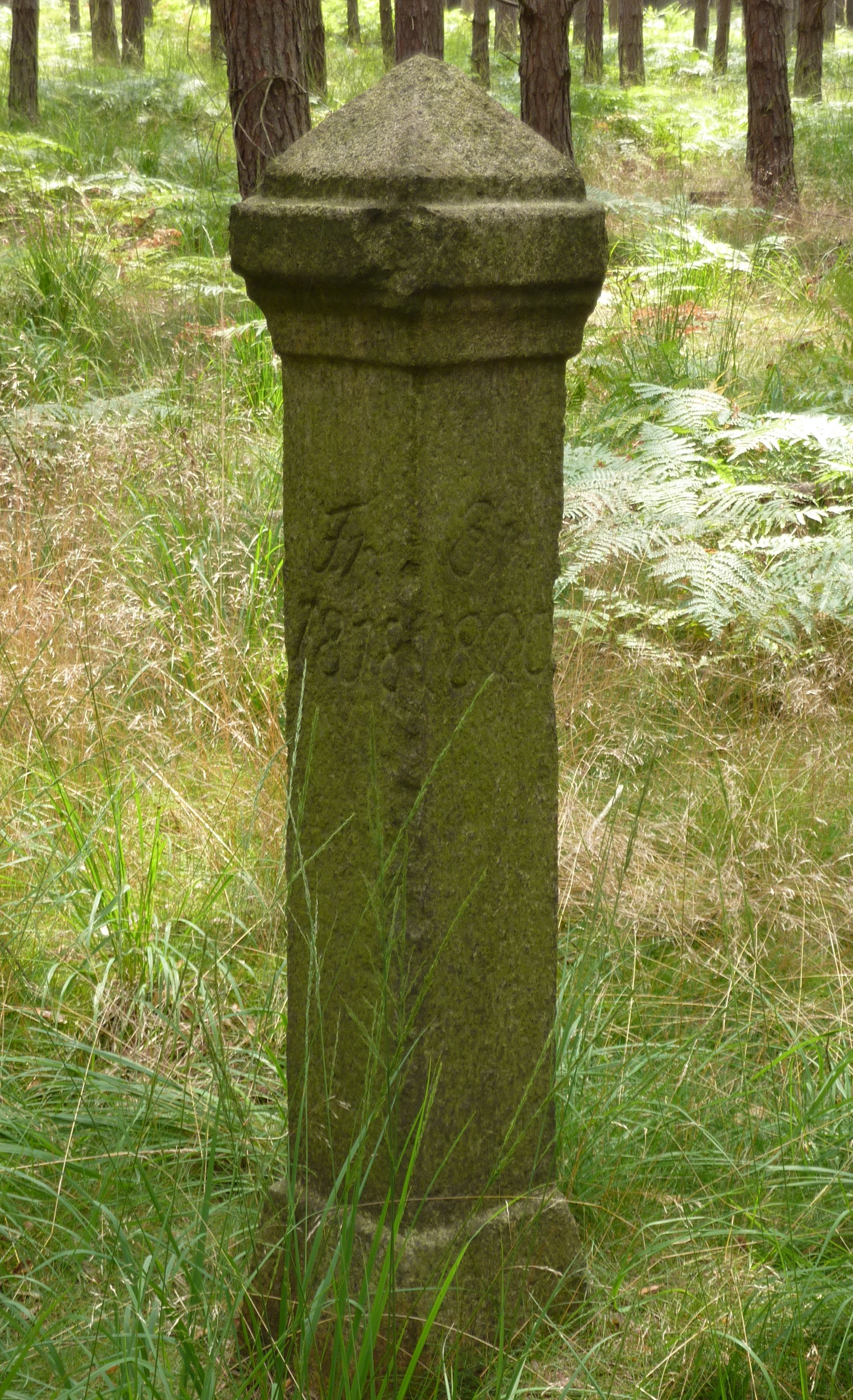
Мемориальный каменный знак

Ла́йпген или Ли́пинки (нем. Leipgen; в.-луж. Lipinki) — сельский населённый пункт коммуны Мюка, район Гёрлиц, федеральная земля Саксония, Германия.

## География
Находится на автомобильной дороге S109 (участок Штайнёльза — Клайнзауберниц) среди обширного лесного массива, простирающегося на востоке до населённого пункта Шпройц (Спрёйцы), на юге — до населённого пункта Обер-Прауске (Горне-Брусы) и на западе — до населённого пункта Шпревизе (Лихань).
Соседние населённые пункты: на севере — деревня Фёрстген-Ост, на востоке — Штайнёльза коммуны Квицдорф-ам-Зе, на юге — деревня Обер-Прауске (Горне-Брусы) коммуны Хоэндубрау, на юго-западе — деревня Вайгерсдорф (Вукранчицы) коммуны Хоэндубрау и на западе — деревня Даубан (Дубо) коммуны Хоэндубрау.

## История
Серболужицкое наименование происходит от древнелужицкого слова «Lipa» → «Lipinki» (липа → уменьшительное наименование липового леса).
Впервые деревня упоминается в 1419 году под наименованиями «Lipchen» (в документе короля Вацлава IV), «Leipchin» (в документе магистратуры Гёрлица)", когда король Вацлав IV передал её вместе с соседними деревнями в собственность князьям Отто фон Тремниц и Гансу Хенье.
До раздела наследства в 1695 деревня находилась в собственности рода фон Темниц. В 1700 году была продана Йоганну Христиану фон Хелдрайху. В последующее время деревня переходила несколько раз в собственность другим аристократическим родам. После Венского конгресса населённый пункт в 1815 году перешёл в состав Пруссии. В 1938 году деревня была лишена статуса населённого пункта и вошла в состав соседней деревни Фёрстген. В 1994 году во время административно-территориальной реформы вошла в состав коммуны Мюка в статусе отдельного населённого пункта.
В настоящее время входит в состав культурно-территориальной автономии «Лужицкая поселенческая область», на территории которой действуют законодательные акты земель Саксонии и Бранденбурга, содействующие сохранению лужицких языков и культуры лужичан.
Исторические немецкие наименования:
- Lipchen, Leipchin, 1419
- Leipgen, 1528
- Leipichen, 1534
- Leibchen, 1777

Исторические серболужицкие наименования
- Lipinkow, 1684 (под этим наименованием впервые встречается в церковной книге прихода Радибора)
- Lipinki, 1800

## Население
Официальным языком в населённом пункте, помимо немецкого, является также верхнелужицкий язык.
| 1825 | 2014 |
| ---- | ---- |
| 84   | 44   |